# Occupazione britannica dell'Egitto
L'occupazione britannica dell'Egitto si riferisce al periodo che va dal 1882 alla rivoluzione egiziana del 1952 che ha abolito la monarchia e trasformato l'Egitto in una repubblica.

## Chedivato d'Egitto
Durante il regno del Chedivè Ismail Pascià venne inaugurato il canale di Suez, una joint venture tra il governo egiziano e la compagnia francese che gestiva il canale. L'apertura del canale abbassò di settimane i tempi di navigazione tra l'Inghilterra e l'India, e quindi aumentò l'interesse britannico per l'Egitto.
Ismāīl Pascià iniziò all'interno del paese una politica di sviluppo delle infrastrutture e sotto il suo regno vennero costruiti sul territorio egiziano 112 canali e 400 ponti e allo stesso tempo cercò di estendere il suo ruolo in Africa. Ismāʿīl sognava di espandere il suo regno su tutto il bacino del Nilo, incluse le sue varie sorgenti, e sull'intera costa africana del Mar Rosso, avviando una politica di espansione ai danni dell'Etiopia, ma l'espansione in Etiopia venne bloccata dopo che l'esercito egiziano fu ripetutamente sconfitto dall'Imperatore Giovanni IV (Yohannes IV). La costosa guerra contro l'Etiopia lasciò l'Egitto in una pesante situazione debitoria nei confronti delle Potenze europee, che approfittarono di tale situazione per strappare concessioni a Ismāʿīl. L'inevitabile crisi finanziaria che ne seguì costrinse il chedivè, non potendo ottenere più alcun prestito, a cedere le sue quote di proprietà della Compagnia del Canale di Suez nel 1875 al governo britannico che acquistò le quote del chedivè della Compagnia francese del canale di Suez nel 1875, divenendone quindi il controllore ed ebbe come conseguenza l'avvio delle pesanti ingerenze della Corona britannica e della Francia; la preoccupazione di francesi e britannici portò alla creazione del condominio anglo-francese sull'Egitto.
Ismāʿīl tentò di porre fine alla predominanza europea e, per i suoi sforzi finalizzati all'ottenimento dell'indipendenza economica dalle potenze europee, divenne molto impopolare presso i diplomatici francesi e britannici, tra i quali Evelyn Baring e Alfred Milner, che lo accusarono di "portare alla rovina l'Egitto". Ismāʿīl non fece sforzi per riconciliarsi con le potenze europee che pure facevano pressione sul sultano ottomano perché lo rimuovesse dalla sua posizione.
Nel 1879, sfruttando l'estrema debolezza del dominio turco e la situazione finanziaria del Chedivè Isma'il Pascià, giustificando il tutto con la necessità di proteggere gli investimenti europei nella zona del Canale di Suez, che era stato aperto nel 1871, il Regno Unito e la Francia obbligarono l'Egitto a nominare Primo ministro Nubar Pascià e due loro esperti alla guida dei dicasteri delle Finanze e dei Lavori Pubblici, il britannico Charles Rivers Wilson come ministro delle Finanze e il francese Ernest-Gabriel de Blignières come ministro dei Lavori Pubblici. Un simile controllo del Paese fu avvertito come inaccettabile da molti Egiziani, che si unirono al Colonnello ʿOrābī Pascià. La cosiddetta "Rivoluzione di ʿOrābī" incendiò l'Egitto. Sperando che la rivolta potesse liberarlo dal controllo europeo, Ismāʿīl fece poco per contrastare ʿOrābī e cedette alle sue richieste di sciogliere il governo. La Gran Bretagna e la Francia insistettero nel maggio 1879 perché fossero nuovamente insediati i ministri britannici e francesi, ma con l'Egitto ampiamente sotto controllo di ʿOrābī, Ismāʿīl non poté acconsentire. Gli europei effettuarono pressioni sul Sultano ottomano, essendo li Chedivato d'Egitto nominalmente uno stato vassallo dell'Impero ottomano perché revocasse dal suo posto Ismāʿīl, e così avvenne. Ismāʿīl abbandonò la sua carica il 26 giugno 1879 e al suo posto venne insediato il figlio Tawfīq.

### Guerra anglo-egiziana
Il seguito di cui godeva Aḥmad ʿOrābī, diventato ormai un pericolo anche per lo stesso chedivè, allarmò particolarmente i britannici, preoccupati che ʿOrābī volesse disconoscere il massiccio debito contratto dall'Egitto e che conseguentemente tentasse di riprendere il controllo del Canale di Suez. L'opposizione al controllo europeo fece crescere le tensioni tra i notabili egiziani e una grande dimostrazione militare nel settembre del 1881 aveva forzato il Chedivè Tawfīq ad allontanare il suo Primo ministro e nel febbraio del 1882 ʿOrābī Pasha prese il completo controllo del governo. La ribellione espresse il risentimento per l'indebita influenza di stranieri. ʿOrābī organizzò una milizia e marciò su Alessandria, mentre nel frattempo le potenze europee si riunirono a Costantinopoli per discutere il ritorno del chedivè, e ad una flotta anglo-francese fu ordinato di recarsi presso il porto di Alessandria. Gli egiziani iniziarono a rinforzare le loro fortificazioni, e la British House of Commons ordinò alle navi di trasferirsi a Malta, sotto il comando dell'ammiraglio Seymour.
Nell'aprile del 1882 Francia e Gran Bretagna inviarono delle navi da guerra ad Alessandria, col pretesto di calmare il clima turbolento del chedivato, raggiungendo Alessandria il 20 maggio e la flotta anglo-francese giunse ad Alessandria cui si aggiunsero il 5 giugno altre sei navi che entrarono in porto con altre che navigavano al largo della costa, infondendo nella popolazione egiziana il terrore di un'invasione nel paese da parte di potenze straniere.
La presenza della flotta straniera esacerbò le tensioni ad Alessandria tra i nazionalisti ed i numerosi stranieri. Le tensioni tra egiziani e cittadini stranieri raggiunsero il culmine ad Alessandria, il 12 giugno 1882 con l'esplosione, in seguito a una rissa, di una rivolta anti-europea che vide gruppi di egiziani attaccare le proprietà degli europei e incendiare le loro case e i loro negozi e che si concluse con quasi 200 morti e centinaia di feriti; l'ammiraglio britannico Seymour, che si trovava a terra, fuggì dalla folla. Dopo aver saputo degli scontri, ʿOrābī ordinò ai propri uomini di restaurare l'ordine. Il 12 luglio, gli inglesi scaduto l'ultimatum lanciato il giorno precedente, che ingiungeva di smantellare le difese costiere, aprirono il fuoco con le loro navi sulle fortificazioni del porto di Alessandria e, il giorno successivo, i primi reparti britannici sbarcarono sul suolo egiziano, prendendo possesso della città, e un corpo spedizionario sotto il comando del generale sir Garnet Wolseley venne approntato per partire alla volta dell'Egitto. L'esercito britannico sbarcò in Egitto nella zona del Canale il 13 settembre 1882, sgominando, poco dopo, l'esercito di ʿOrābī nella battaglia di Tell al-Kebir e presero de facto il controllo del paese, ricollocando Tawfīq sul trono e tramutando formalmente quella che era stata vista come un'invasione in una missione pacificatrice che nulla aveva tolto all'Egitto indipendente, anche se di fatto il Regno Unito, garante del governo del chedivè, divenne l'effettiva e pervasiva padrona delle sorti egiziane. ʿOrābī venne accusato di alto tradimento e messo a morte, pena poi commutata nell'esilio. Dopo la rivolta, l'esercito egiziano venne riorganizzato sul modello di quello britannico e comandato da ufficiali britannici. Il comandante britannico dell'esercito egiziano aveva il rango di Sirdar. Dal 1883 e fino al 1914, il potere sull'Egitto venne esercitato dal Console Generale britannico per il tramite del chedivè e del suo Consiglio dei Ministri.

### I conflitti in Sudan
Nel frattempo, in Sudan era scoppiata una ribellione religiosa guidata da Muhammad Ahmad che si era autoproclamato Mahdi. I ribelli mahdisti assediarono la capitale locale di Kordofan ed annientarono due spedizioni britanniche appositamente inviate per risolvere la situazione. Il generale inglese Charles George Gordon, ex governatore del Sudan, inviato nella capitale sudanese Khartum con l'ordine di evacuare la minoranza di europei ed egiziani dalla città, invece di evacuare la città, preparò la città all'assedio che ebbe luogo nel 1884-85. Malgrado però gli sforzi, Khartum cadde e Gordon finì ucciso dagli insorti. La caduta di Khartum portò alla proclamazione di uno Stato a forte caratterizzazione religiosa, governato dapprima dal Mahdi e poi dal suo successore, il "califfo" Abdullahi. Nel 1896, durante il regno di ʿAbbās Ḥilmī II figlio di Tawfīq, una massiccia forza anglo-egiziana sotto il comando del generale Herbert Kitchener, iniziò la riconquista del Sudan. La campagna si concluse con la vittoria degli anglo-egiziani nella battaglia di Omdurman, la capitale mahdista.
Il "califfo" (nel senso di "successore" del Mahdī) venne rintracciato ed ucciso nel 1899, nel corso della Battaglia di Umm Diwaykarat, che portò ad un definitivo restauro del governo condominiale anglo-egiziano del Sudan, istituito il 19 gennaio 1899 e durato fino al 1º gennaio 1956 anche se il controllo in realtà è sempre stato totalmente britannico.
Durante il chedivato, la moneta egiziana era la lira (o pound) d'Egitto e per la graduale influenza europea sull'economia egiziana nel 1885 venne adottato il sistema aureo.
Altre conseguenze dell'influenza europea in Egitto fu l'adozione delle moderne tecniche industriali in Egitto, già iniziata sotto il regno di Mehmet Ali all'inizio del XIX secolo, che venne continuata sotto i regni dei suoi successori, con numerosi macchinari importati in Egitto e con l'industria tessile che divenne uno dei campi manifatturieri più importanti della nazione.

## Sultanato d'Egitto
ʿAbbās Ḥilmī II divenne particolarmente ostile ai britannici col proseguire del suo regno e nel 1911 arrivò a temere che gli inglesi volessero deporlo per porre al suo posto Lord Kitchener.
Nel 1914, allo scoppio della prima guerra mondiale, l'Impero ottomano aderì alle Potenze Centrali che combattevano contro il Regno Unito e dal momento che l'Egitto era ancora nominalmente uno stato vassallo dell'Impero ottomano, gli Inglesi proclamarono il Sultanato d'Egitto indipendente dall'Impero ottomano ed abolirono il chedivato il 5 novembre 1914. ʿAbbās Ḥilmī II, che aveva supportato le Potenze Centrali, era a Vienna per una visita di stato quando apprese di essere stato deposto dal proprio trono e gli venne pertanto vietato di fare ritorno in patria. ʿAbbās Ḥilmī II venne sostituito da suo zio Ḥusayn Kāmel, che ottenne il titolo di sultano il 19 dicembre 1914, quando l'Egitto divenne un Sultanato separato e fu dichiarato Protettorato di Sua Maestà britannica, staccando così il Paese dall'Impero ottomano. Da quel momento l'Egitto venne rappresentato da un Alto Commissario, nella persona del Ten. Gen. Henry MacMahon.
Nel gennaio 1915, gli Ottomani inviarono un esercito di 65.000 uomini alla guida di Cemal Paşa, che doveva fronteggiare le forze armate britanniche, guidate dal Mag. Gen. Sir John Grenfell Maxwell, nell'intento di sconfiggerle e riprendere, almeno teoricamente, la sovranità sull'Egitto, ma il 3 febbraio 1915, a dodici miglia da Ismāʿīliyya, gli ottomani vennero sconfitti dai britannici.
I termini del Protettorato indussero i nazionalisti egiziani a credere che si trattasse di un accomodamento temporaneo, che sarebbe finito dopo la guerra, grazie ad accordi bilaterali con la Gran Bretagna e inoltre i Quattordici Punti del Presidente degli Stati Uniti, Woodrow Wilson illusero le classi politiche egiziane che si prepararono per un loro imminente governo, chiedendo alla fine della guerra l'indipendenza dell'Egitto. Poco dopo la fine del primo conflitto mondiale, una delegazione di militanti nazionalisti egiziani, condotta da Sa'd Zaghlūl, chiese all'Alto Commissario britannico, sir Reginald Wingate, che cessasse il Protettorato britannico sull'Egitto e che una delegazione egiziana (wafd miṣrī ) potesse raggiungere la Conferenza di pace, convocata a Parigi per delineare i futuri assetti mondiali, alla luce dell'esito della guerra.
Della delegazione facevano parte ʿAlī Shaʿrāwī Pascià, ʿAbd al-ʿAziz Fahmī Bey, Muhammad ʿAlī Bey, ʿAbd al-Laṭīf al-Makabātī Bey, Muhammad Mahmūd Pascià, Sinut Hanna Bey, Hamad Pascià al-Bāsil, Gurg Khayyāt Bey, Mahmūd Abū al-Naṣr Bey, Mustafā al-Nahhās Bey e il dott. Hāfiz ʿAfīfī Bey. Nel frattempo, un movimento di massa per il conseguimento della piena indipendenza dell'Egitto e del Sudan veniva organizzato con grande sostegno popolare, mettendo in atto le tattiche della disobbedienza civile. Zaghlūl e il Wafd avevano di un massiccio sostegno da parte della popolazione egiziana e vedendo il vasto sostegno popolare di cui godevano i responsabili del Wafd, temendo disordini sociali su vasta scala, i britannici procedettero nel marzo del 1919 ad arrestare Zaghlūl, ma questo causò imponenti manifestazioni di violento dissenso e moti di piazza in tutto l'Egitto e lo scoppio di quella che numerosi egiziani definiscono come la prima rivoluzione egiziana. Gli egiziani si ribellarono in modo ancor più determinato a causa dell'espulsione di Zaghlūl e di tre altri dirigenti del Wafd a Malta. Per varie settimane, dimostrazioni e scioperi si susseguirono in tutto l'Egitto e videro la partecipazione di studenti, impiegati statali, commercianti, contadini, operai ed esponenti religiosi. Il movimento di massa fu caratterizzato dalla partecipazione di uomini e donne congiuntamente e dal superamento delle differenze religiose tra musulmani e cristiani. Il maresciallo Edmund Allenby, nominato Alto Commissario in Egitto il 25 marzo 1919, ordinò allora il ritorno dei tre esiliati per tentare di riportare nel Paese la calma e il 7 aprile Zaghlūl e gli altri dirigenti del Wafd vennero liberati. L'11 aprile il Wafd prese parte alla conferenza di pace di Parigi per chiedere l'indipendenza dell'Egitto ma gli egiziani vennero disillusi dall'atteggiamento degli Stati Uniti, prodighi in precedenza di promesse, ma che alla prova dei fatti si mostrarono al contrario convinti sostenitori dell'idea di mantenere il Protettorato britannico in Egitto. Zaghlūl incontrò di nuovo i britannici a Londra, ma i negoziati si risolsero in un fallimento. I moti popolari scoppiarono ancora una volta in Egitto. Le manifestazioni furono represse in modo particolarmente violento, tanto da provocare alla fine la morte di 800 egiziani e il ferimento di altri 1.600, a fronte di una quarantina di morti britannici..
Il governo britannico inviò in Egitto, nel dicembre del 1919, una Commissione d'Inchiesta, nota come Commissione Milner, per determinare le cause del disordine e per esprimere una proposta sul futuro politico dell'Egitto. La relazione di Lord Milner, pubblicata nel febbraio del 1921, raccomandava di metter fine al Protettorato egiziano, in quanto non soddisfacente le aspettative della popolazione. I rivoluzionari obbligarono Londra a rilasciare una dichiarazione unilaterale d'indipendenza il 22 febbraio del 1922.